# Jour fixe initiative berlin
Die Gruppe jour fixe initiative berlin setzt sich aus einem Kreis vorwiegend in Berlin lebender linksgerichteter Philosophen und Gesellschaftskritiker zusammen. Sie ist der Foucaultschen Strömung innerhalb der Antideutschen zuzurechnen.
Die Initiative wurde im Oktober 1997 gegründet. Seitdem veranstaltet sie Vortragsreihen zu Theorie und Kritik der Gesellschaft. Eine der zentralen Fragen lautet dabei: „Was bedeutet Auschwitz für eine Gesellschaftskritik heute?“  Vor dem Hintergrund der kritischen Theorie, der Psychoanalyse und von Theoretikern des französischen Poststrukturalismus, wie Foucault, Bourdieu oder Derrida, wird versucht, eine ideologiekritische Theorie „auf der Höhe der Zeit“ zu diskutieren, die emanzipatorischen Ansprüchen entspricht.
Mitglieder der Gruppe sind derzeit (Stand Januar 2018) Titus Engelschall, Elfriede Müller, Klaus Holz, Stefan Vogt, Krunoslav Stojakovic, Bini Adamczak, Jochen Klingner.
Ergebnisse dieser Theoriearbeit sind keine umfassenden Weltanschauungen, sondern deren Dekonstruktion und Kritik. Überlegungen für eine gesellschaftliche Veränderung werden dabei nicht als Utopie in die Zukunft projiziert, sondern stets mit einem nachdrücklichen Rückblick auf die Geschichte an zu reformierendes Gegenwärtiges geknüpft. Dies wird besonders deutlich daran, dass sie Auschwitz grundsätzlich in ihre Kritik an der Gesellschaft miteinbeziehen, sowie an der zentralen Rolle, die die Geschichtsphilosophie Walter Benjamins in ihrem politischen Denken einnimmt.

## Veröffentlichungen
Seit 1999 hat die Jour fixe initiative berlin als Herausgeberin regelmäßig zu folgenden Themenfeldern veröffentlicht:
- Kritische Theorie und Poststrukturalismus. Theoretische Lockerungsübungen. Argument, Berlin/Hamburg 1999, ISBN 3-88619-271-7.
- Theorie des Faschismus – Kritik der Gesellschaft. Unrast, Münster 2000, ISBN 3-89771-401-9.
- Wie wird man fremd? Unrast, Münster 2001, ISBN 3-89771-405-1.
- Geschichte nach Auschwitz. Unrast, Münster 2002, ISBN 3-89771-409-4.
- Kunstwerk und Kritik. Unrast, Münster 2003, ISBN 3-89771-421-3.
- Fluchtlinien des Exils. Unrast, Münster 2004, ISBN 3-89771-431-0.
- Klassen und Klassenkämpfe. Unrast, Münster 2006, ISBN 3-89771-438-8.
- Krieg. Unrast, Münster 2009, ISBN 978-3-89771-490-8.
- Souveränitäten. Von Staatsmenschen und Staatsmaschinen. Unrast, Münster 2010, ISBN 978-3-89771-503-5, Unrast Verlag: Leseauszug.
- »etwas fehlt«. Utopie, Kritik und Glücksversprechen.  Edition Assemblage, Münster 2013, ISBN 978-3-942885-40-9.
- Anti!Kommunismus. Struktur einer antiemanzipatorischen Ideologie. Edition Assemblage, Münster 2017, ISBN 978-3-96042-021-7.